# Eleccions legislatives sueques de 1988
Les eleccions legislatives sueques del 1988 es van celebrar el 18 de setembre de 1988. Els més votats els socialdemòcrates, i Ingvar Carlsson fou nomenat primer ministre de Suècia. Els Verds van obtenir representació per primer cop al Parlament suec.

## Resultats
|                         |                                  |           |        |           |     |  |  |  |
| Partits                 | Partits                          | Vots      | %      | Escons    | +/− |  |  |  |
|                         | Partit Socialdemòcrata           | 2,321,826 | 43.21  | 156 / 349 | 3   |  |  |  |
|                         | Partit Moderat                   | 983,226   | 18.30  | 66 / 349  | 10  |  |  |  |
|                         | Partit Popular                   | 655,720   | 12.20  | 44 / 349  | 7   |  |  |  |
|                         | Partit de Centre                 | 607,240   | 11.30  | 42 / 349  | 1   |  |  |  |
|                         | Comunistes del Partit d'Esquerra | 314,031   | 5.84   | 21 / 349  | 2   |  |  |  |
|                         | Partit Verd                      | 296,935   | 5.53   | 20 / 349  | 20  |  |  |  |
|                         | Unitat Demòcrata Cristiana       | 158,182   | 2.94   | 0 / 349   | 1   |  |  |  |
|                         | Altres partits                   | 36,559    | 0.68   | 0 / 349   | =   |  |  |  |
|                         |                                  |           |        |           |     |  |  |  |
| Vots vàlids             | Vots vàlids                      | 5,373,719 | 98.76  |           |     |  |  |  |
| Vots blancs i invàlids  | Vots blancs i invàlids           | 67,331    | 1.24   |           |     |  |  |  |
| Total                   | Total                            | 5,441,050 | 100,00 | 349       | =   |  |  |  |
| Inscrits / participació | Inscrits / participació          | 6,330,023 | 85.96  |           |     |  |  |  |